# うじきつよし
うじき つよし（本名：氏木 毅（読みは同じ）、1957年9月18日 - ）は、日本のバンドマン、ギタリスト、俳優、タレント。
TRU オフィス所属。
愛称はJICK。血液型A型。

## 来歴
東京都世田谷区出身。世田谷区立祖師谷小学校から世田谷区立船橋中学校を経て、東京都立大学附属高等学校卒業。

### 音楽活動
1980年代に活動したロックバンド『KODOMO BAND』のヴォーカリスト兼ギタリストを務めた。珍妙なバンド名と、頭にアンプを載せて演奏するうじきのスタイルの影響で、色物ととらえられかねないものがあったが、ライブパフォーマンス、演奏力は高い評価を得ていた。1984年にヤマハより「ヤマハ・SG-1000XU」としてシグニチャー・モデルギターが制作され、1985年5月には限定版として市販された。
TVアニメ『北斗の拳』第4部(第83話〜第109話)主題歌「SILENT SURVIVOR」では自身のバンドでプロデュースし、また後発『北斗の拳2』主題歌「TOUGH BOY」のサウンドプロデュース、編曲にも携わった。
バンドは1988年に活動を休止。当初の目標である2000本ライブを終えた直後であり、「もうやり尽くした」という心境だったと言う。
ギタリストとして吉川晃司のツアーに長期に渡って参加。吉川の兄貴分として吉川初期のツアーには欠かせないギタリストとして活躍。2007年12月31日、弟分吉川晃司のカウントダウンライブにギタリストとして参加。なお、このライブには、うじきの他、ホッピー神山、後藤次利、村上ポンタ秀一をはじめとするカリスマ的ミュージシャンが多数参加した。
2011年1月31日、子供ばんどの永久凍土解凍（再結成）を発表。2011年4月19日ヤマハ銀座スタジオにて再結成ライブ。
2013年5月5日子供ばんど25年ぶりのアルバム『Can Drive 55』をリリース。

### 俳優・タレント活動
子供ばんどの活動停止直後、映画監督の五社英雄から呼び出しを受け、簡単なやりとり（「芝居の経験は?→ないです」「大きい声は出る?→そりゃ歌手ですから」）を経て、1989年の映画『226』に重要な役として大抜擢され、同役をそつなく好演。以降、数多くのテレビドラマ・映画に出演。
また、市川崑にも複数回起用された。
一方では、テレビタレント活動も開始。フジテレビ系のクイズ番組『カルトQ』の司会で脚光を浴び、『たけし・逸見の平成教育委員会』では、第1期「生徒」としてセミレギュラー出席。文系・理系を問わず、さまざまな問題にまんべんなく解答する博識を見せた。また、「第1期」卒業生の中では理科の正解率No.1を誇った。気さくに難問にチャレンジしたり、渡嘉敷勝男と共に「新入生」（番組初出席者）の解答に対するリアクションで、精神的にもフォローをしていた。
また、ANN系列で東日本放送製作、東北・新潟地域のみで放映されていた『うじきつよしのワンデイ探検隊』→『うじきつよしのワンダーポケット』に出演（2004年3月28日をもって降板）。
2004年から、テレビの報道番組『サンデープロジェクト』に、2代目のメインキャスターに就任、2年半務めた。

## 人物
- Jリーグ発足から間もない1993年にはテレビ朝日系『Jリーグ A GOGO!!』で司会を担当するが、同番組は1996年のシーズン半ばにシーズンの終了を伝えることなく、打ち切られている。それまでは全くサッカーに興味がなかったらしいが、「プロリーグ発足で新たなスタートを切る日本サッカー界に伴って、番組の司会もサッカーをあまりよく知らないタレントが良い」という制作サイドの意向で出演となった。サッカーの魅力を知ってからは人一倍のめりこむようになり、日本はもちろんヨーロッパにも仕事の合間を縫って自費で試合観戦に行くなど、仕事とは関係なく精力的にスタジアム観戦に行っている[3]。2005年9月からスカイパーフェクTV!の『ヨーロピアンキングス』でUEFAチャンピオンズリーグ番組の司会を担当している。
- 仏W杯アジア最終予選B組第6節ウズベキスタン対日本戦では、ホームのウズベキスタンサポーターが試合が白熱してくると、日本のサポーターに果物の種や空き缶、飲みかけのペットボトル等を投げつけるようになった。うじきつよしは、空き缶をぶつけられたが、その後も、ウルトラス・ニッポン代表植田朝日の横で黙々と応援を続けたという[4]。
- 父の武は山口県出身。陸軍士官学校卒業の職業軍人で、元陸軍大尉。大日本帝国陸軍の捜索第2連隊中隊長[5]として東南アジア各地の戦線を転戦。終戦はカンボジアで迎えた。敗戦後は「略奪」「捕虜虐待」の容疑を掛けられ、いわゆる「BC級戦犯」としてベトナムで5年、巣鴨プリズンで3年ほど収監された経歴をもつ。
- 子供ばんど初期の頃に使用していた野球のヘルメットにミニアンプを乗せた通称「ヘルメットアンプ」は、当時利用していた千葉の小規模なライブハウスでの演奏中に下の階の中華料理屋の店長が包丁を持って怒鳴り込んでくる事が多かったため、メンバーが対抗策で「包丁オヤジが来たらコレ（ミニアンプ）を向けたらどうだろう?」と冗談で語っていたところ、当時の所属事務所の社長から「（アンプを）頭に付けたらいいんじゃないの?」と言われ、当初は「そんなのロックじゃねえよ!」と反発していたものの、客ウケが良く、ファンからリクエストが多かったため、数年程使用していた。また、それを見た大友康平は「東京のロックはコミックバンドなのか!?」と驚いた[6]。なお、うじきが2017年から翌2018年に出演したスーパー戦隊シリーズ『宇宙戦隊キュウレンジャー』でアントン博士役で出演した際に頭の上に小さなメカを乗せていたのは、子供ばんどの事を知っていた加藤弘之監督の考案だった[7]。
- 2015年10月19日、一般女性と2014年2月4日に結婚をしていたことが明らかになった。うじきは初婚である[8]。
- デビュー以来、長らく短髪・黒髪・黒縁メガネをトレードマークとしていたが、2010年代に入って以降は白髪染めをせずに白髪・セミロング・コンタクトレンズとしている。身長は171cm。
- 同じ昭和32年生まれの同年代ということもあり、東国原英夫、大仁田厚、桑野信義、吉村明宏、森末慎二、田中義剛らとは親友の間柄でもある。

## 出演

### テレビドラマ
- あいつがトラブル（1990年[注 2]、フジテレビ・キティフィルム） - 猿渡哲 役
- ネオドラマ『恋の宿題』（1992年、テレビ朝日） - 山崎幸雄 役
- 世にも奇妙な物語『城』（1992年、フジテレビ） - 吉沢圭介 役
- 逃亡者　第2話　「燃えつきた手紙」（1992年、フジテレビ）
- 季節はずれの海岸物語 93 冬（1993年1月7日、フジテレビ） - 屋台の店主 役
- 泣きたい夜もある（1993年、毎日放送・TBS）
- 銭形平次 第3シリーズ 第15話「ひょうたん供養」（1993年、フジテレビ・東映） - 佐太郎 役
- もしも願いが叶うなら（1994年、TBS） - 井上健 役
- For You（1994年、フジテレビ） - 河合勝 役
- ざけんなョ!!6「子持ちだって働きたい」（1994年、フジテレビ） - 玉利正和 役
- やさぐれ天使（1994年、名古屋テレビ）
- 父 帰る（1997年、NHK総合） - 永倉万治役（主役）
- 鬼平犯科帳 第7シリーズ 第14話「逃げた妻」（1997年、フジテレビ・松竹） - 藤田彦七 役
- サービス（1998年、日本テレビ） - 橋本多助 役
- チェンジ!（1998年、テレビ朝日） - 神崎孝太郎 役
- 連続テレビ小説（NHK総合）
  - すずらん（1999年） - 横田康雄 役
  - ゲゲゲの女房（2010年） - 富田盛夫 役
- 大河ドラマ（NHK総合）
  - 北条時宗（2001年） - 竹崎季長 役
  - 武蔵 MUSASHI（2003年） - 赤壁八十馬 役
  - 義経（2005年） - 駿河次郎 役
- ドラマ30「君のままで」（2000年、毎日放送） - 鈴木慎太郎 役
- 土曜ワイド劇場「牟田刑事官事件ファイル30」（2001年9月、テレビ朝日） - 紺野誠 役
- 火曜サスペンス劇場（日本テレビ）
  - 「凍えるキリン」（2001年2月6日） - 桝方順次 役
- 御家人斬九郎 第5シリーズ 第10話「最後の死闘」（2002年、フジテレビ・映像京都） - 土屋左門 役
- 盤嶽の一生 第1話「わが愛刀よ」（2002年、フジテレビ・映像京都）-関屋猷之助
- 盲導犬クイールの一生（2003年、NHK総合） - 多和田悟 役
- ねばる女（2004年、NHK総合） - 根本元晴 役
- 3年B組金八先生 第7シリーズ（2004年 - 2005年、TBS） - 丸山栄輔 役
- 怨み屋本舗 第1話（2006年、テレビ東京） - 味山雄大 役
- 拝み屋横丁顛末記（2006年、テレビ朝日） - 市川文世 役
- 水戸黄門 第37部（2007年、TBS・C.A.L.）第8話「嘘泣き父子の二人旅・久保田」 - 英次 役
- 金曜プレステージ・「外科医 鳩村周五郎 闇のカルテIV」（2008年3月、フジテレビ） - 大林哲也 役
- 監査法人（2008年、NHK総合） - 律山悟 役
- 愛讐のロメラ（2008年、東海テレビ） - 加賀見謙治 役
- 青春カムバック!? メタボリック☆ばんど!（2008年、テレビ愛知）
- NHKスペシャル（NHK総合）
  - 最後の戦犯（2008年12月7日） - 陶芸工場作業員 役
- 夏の恋は虹色に輝く 第1話（2010年7月19日、フジテレビ） - 本人役
- 孤独のグルメ 第7話（2012年2月15日、テレビ東京） - ジャズ喫茶マスター 役
- 神様のイタズラ（2013年、BS-TBS） - 大沢誠 役
- SHARK（2014年1月11日 - 日本テレビ）
- プレミアムドラマ（NHK BSプレミアム）
  - ひとつ星の恋〜天才漫才師 横山やすしと妻〜 後編（2014年11月30日）
- 全力離婚相談 第2話（2015年1月13日、NHK総合） - 沢木敏雄 役
- 経世済民の男 第三部『鬼と呼ばれた男〜松永安左エ門』（2015年9月19日、名古屋テレビ） - 水野成夫 役
- 宇宙戦隊キュウレンジャー （2017年、テレビ朝日・東映） - アントン博士 役
- 植木等とのぼせもん（2017年、NHK総合） - 萩原哲晶
- 空白を満たしなさい（2022年6月25日 - 7月30日、NHK総合）[9]

### 映画
- 226（1989年） - 中橋基明 役
- 陽炎（1991年） - 車屋・竹 役
- 未来の想い出 Last Christmas（1992年） - 町田 役
- 女殺油地獄（1992年） - 小倉屋手代・嘉平 役
- 武闘派仁義（1993年） - 銀次
- 7月7日、晴れ（1996年） - 城戸英一郎 役
- 八つ墓村（1996年） - 千石巡査 役
- CURE（1997年） - 佐久間真 役
- 愛を乞うひと（1998年） - 和知武則 役
- 新選組（2000年） - 山南敬助 役
- すずらん 少女萌の物語（2000年） - 横田康雄 役
- どら平太（2000年） - 中井勝之助 役
- かあちゃん（2001年） - 市太 役
- 仮面ライダーアギト PROJECT G4（2001年） - 紗綾香の父 役　※友情出演
- ロボコン（2003年） - 里美の父 役
- 下弦の月〜ラスト・クォーター（2004年） - 望月宏 役
- 透光の樹（2004年） - 熊谷プロデューサー 役
- ユメ十夜『第二夜』（2007年） - 男 役
- 行きずりの街（2010年）
- グッド・ストライプス（2015年） - 吉村仁志（真生の父） 役

### 舞台
- のうぜい合戦（2024年）[10]

### オリジナルビデオ
- 右向け左!自衛隊へ行こう（1994年） - 主演
- フルメタル極道（1997年） - 主演・鋼健介 役

### バラエティ番組
- タモリのボキャブラ天国（フジテレビ）
- DABO銀（テレビ朝日）
- THE夜もヒッパレ（日本テレビ）
- うじきつよしのワンデイ探検隊（東日本放送）
- うじきつよしのワンダーポケット（東日本放送）
- ハイスクール電脳倶楽部（NHK教育）
- なぜなぜ日本（NHK教育）
- 電脳☆GQバトラー!!（読売テレビ）

### クイズ番組
- カルトQ（フジテレビ） - 司会
- 世界・ふしぎ発見!（TBS） - 吉村作治の後任準レギュラー解答者
- たけし・逸見の平成教育委員会（フジテレビ） - 準レギュラー解答者
- 平成教育予備校（フジテレビ） - 準レギュラー解答者

### 音楽番組
- SOUND GIG（テレビ東京）
- ナリキーばんど講座（TBS）
- 楽天GIGランド（1993年4月 - 1993年9月、名古屋テレビ）

### 情報番組
| 期間          | 期間          | 番組名                                                                         | 役職                                     | 備考 |
| ------------- | ------------- | ------------------------------------------------------------------------------ | ---------------------------------------- | --- |
| 1990年4月2日  | 1992年3月17日 | パコ2CH あ・きすとぜねこ → パコパコチャンネル 情・報・発・信・局（東海テレビ） | 火曜日担当キャスター                     | |
| 1993年4月     | 1994年9月     | Jリーグ A GOGO!!（テレビ朝日）                                                 | 司会                                     | |
| 担当時期不明  | 担当時期不明  | NEWSアカデミー（BS-i）                                                         | （不明）                                 | |
| 担当時期不明  | 担当時期不明  | うじきつよしのワンダーポケット（東日本放送）                                   | 進行役                                   | |
| 2003年9月     | 現在          | UEFA Champions League Highlight 欧蹴覇王（スカイパーフェクTV!）                | MC                                       | 2006年9月より『UEFA Champions League Highlight European Kings』、現在は『UEFA Champions League Highlight』として放送 |
| 2004年4月     | 2006年9月     | サンデープロジェクト（テレビ朝日・朝日放送）                                   | 総合司会                                 | |
| 2007年10月5日 | 2008年3月28日 | おもいッきりイイ!!テレビ（日本テレビ）                                         | 金曜日レギュラー出演                     | |
| 2010年5月10日 | 2010年5月10日 | スタジオパークからこんにちは（NHK総合）                                        | ゲスト出演                               | |
| 2010年6月12日 | 2010年7月12日 | 2010 FIFAワールドカップデイリーニュース（スカチャン）                          | 担当キャスター                           | |
| 2011年10月    | 2012年3月     | MADE IN BS JAPAN アジア♥スキ（BSジャパン）                                     | 司会                                     | |
| 2013年        | 現在          | チャリダー★（NHK BS）                                                          | レギュラー出演                           | 2023年11月までは、NHK BS1にて放送                                                                                    |
| 2015年2月     | 2016年3月     | ごごネタ!（CBCテレビ）                                                         | 『くらしにピントTV』メインパーソナリティ | 2015年3月まで月曜日放送、同年4月より木曜日放送                                                                       |

### ドキュメンタリー番組
- 報道発 ドキュメンタリ宣言「僕の父はB級戦犯 うじきつよし戦争を語る父子の旅」（テレビ朝日） - 企画・ナレーションも担当
- スポーツ大陸（NHK総合） - ナレーション

### ラジオ
- FMシアター「真昼の流れ星」（2014年6月14日、NHK-FM）[11]
- 特集オーディオドラマ 「わが心のジェニファー」（2016年8月13日、NHK-FM）[12]
- オールナイトニッポン（1986年 - 1987年、ニッポン放送）[1]
- オールナイトニッポンアゲイン（2006年11月）
- かっとびJICKの爆発ロックナイト（1986年10月 - 、FM愛知）[1]

### コマーシャル
- サッポロビール
- アメリカンファミリー生命保険会社